# صن جي
صن جي (بالصينية: 孫吉) (15 يناير 1982 بشانغهاي في الصين - ) هو لاعب كرة قدم صيني في مركز الظهير. شارك مع منتخب الصين لكرة القدم. أما مع النوادي، فقد لعب مع جيجيانغ غرينتاون وشانغهاي غرينلاند شينهوا.

## وصلات خارجية
- صن جي على موقع قاعدة بيانات كرة القدم.إي يو (الإنجليزية)
- صن جي على موقع ناشيونال فوتبول تيمز (الإنجليزية)